# Aire d'attraction de Salon-de-Provence
L'aire d'attraction de Salon-de-Provence est un zonage d'étude défini par l'Insee pour caractériser l’influence de la commune de Salon-de-Provence sur les communes environnantes. Publiée en octobre 2020, elle se substitue à l'aire urbaine de Salon-de-Provence, qui comportait 4 communes dans le zonage de 2010.

## Définition
L'aire d'attraction d'une ville est composée d’un pôle, défini à partir de critères de population et d’emploi ainsi que d’une couronne constituée des communes dont au moins 15 % des actifs travaillent dans le pôle. Le pôle d’attraction constitue ainsi un point de convergence des déplacements domicile-travail,.

## Géographie
L’aire d'attraction de Salon-de-Provence est une aire intra-départementale qui comporte 6 communes dans les Bouches-du-Rhône. 

### Carte

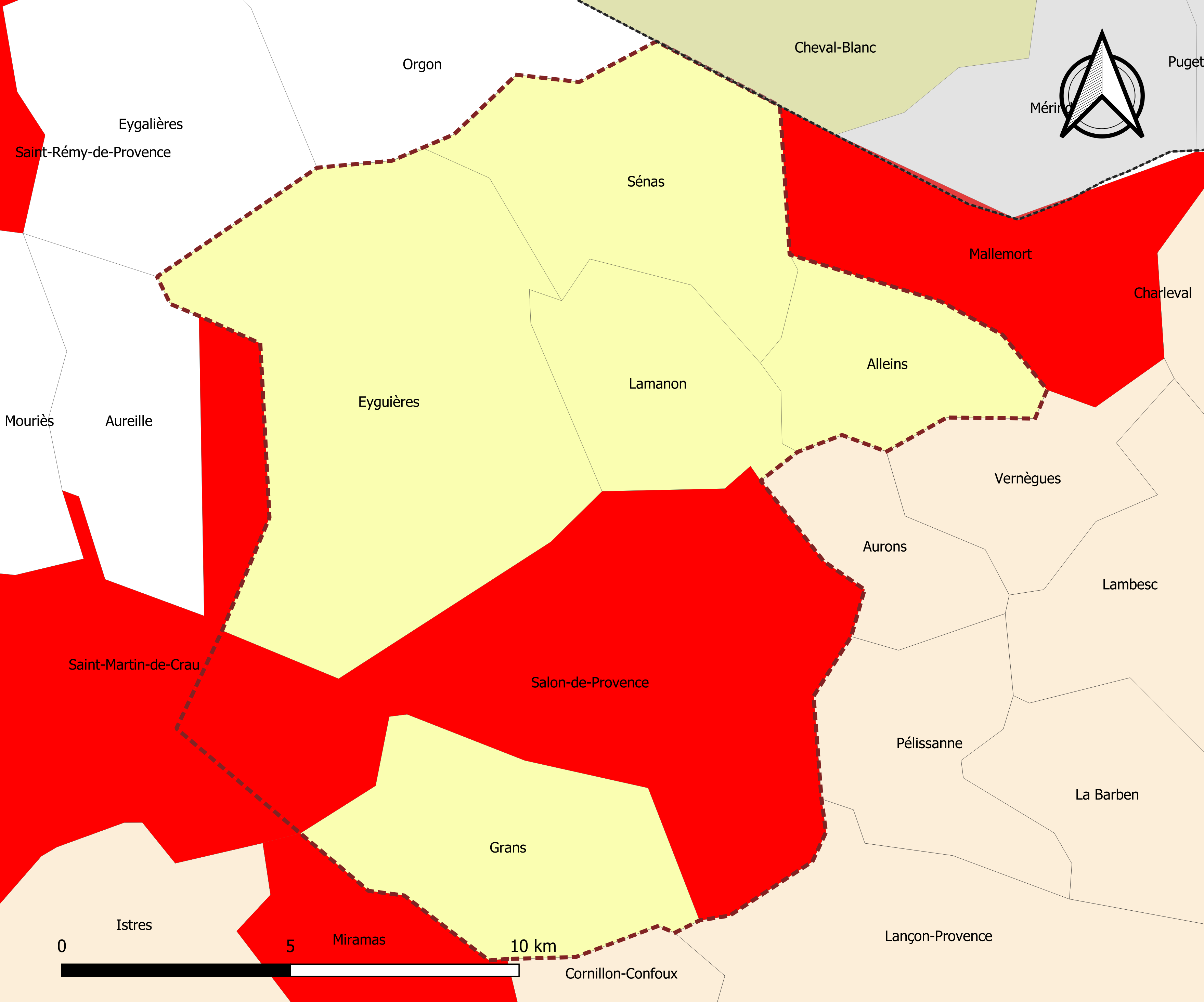
Carte de l'aire d'attraction de Salon-de-Provence.
Commune-centre
Commune de la couronne

### Composition communale
| Nom                                | Code Insee | Département      | Statut                 | Superficie (km2) | Population (dernière pop. légale) | Densité (hab./km2) | Modifier                                    |
| ---------------------------------- | ---------- | ---------------- | ---------------------- | ---------------- | --------------------------------- | ------------------ | ------------------------------------------- |
| Salon-de-Provence (commune-centre) | 13103      | Bouches-du-Rhône | commune-centre         | 70,30            | 44 553 (2022)                     | 634                | modifier les données · modifier les données |
| Alleins                            | 13003      | Bouches-du-Rhône | commune de la couronne | 16,78            | 2 833 (2022)                      | 169                | modifier les données · modifier les données |
| Eyguières                          | 13035      | Bouches-du-Rhône | commune de la couronne | 68,75            | 6 915 (2022)                      | 101                | modifier les données · modifier les données |
| Grans                              | 13044      | Bouches-du-Rhône | commune de la couronne | 27,60            | 5 382 (2022)                      | 195                | modifier les données · modifier les données |
| Lamanon                            | 13049      | Bouches-du-Rhône | commune de la couronne | 19,19            | 2 069 (2022)                      | 108                | modifier les données · modifier les données |
| Sénas                              | 13105      | Bouches-du-Rhône | commune de la couronne | 30,61            | 6 829 (2022)                      | 223                | modifier les données · modifier les données |

## Démographie
Cette aire est catégorisée dans les aires de 50 000 à moins de 200 000 habitants, une catégorie qui regroupe 18,4 % de la population au niveau national,.